# Ehretia obtusifolia
Ehretia obtusifolia là loài thực vật có hoa trong họ Ehretiaceae. Loài này được Hochst. ex A.DC. mô tả khoa học đầu tiên năm 1845.